# Carex sumikawaensis
Carex sumikawaensis är en halvgräsart som beskrevs av Fujiw. och Y.Matsuda. Carex sumikawaensis ingår i släktet starrar, och familjen halvgräs. Inga underarter finns listade i Catalogue of Life.